# 愛媛 (小惑星)
愛媛（えひめ、48736 Ehime）は小惑星帯の小惑星。1997年2月27日、愛媛県久万高原町の久万高原天体観測館で中村彰正が発見した。
発見した観測所のある愛媛県に因んで命名された。